# Höcking (Landau an der Isar)
Höcking ist eine Gemarkung im niederbayerischen Landkreis Dingolfing-Landau. Zwischen 1971 und 1977 bestand die Gemeinde Höcking.
Die Gemarkung hat eine Fläche von 1750,4 Hektar und liegt vollständig auf dem Gebiet der Stadt Landau an der Isar. Auf der Gemarkung liegen die Landauer Gemeindeteile Attenhausen, Bach, Christlöd, Entensee, Flexöd, Holzhäuseln, Jungholzen, Kühbach, Niederhöcking, Oberhöcking, Rappensberg, Scheern, Thanhöcking, Tuntenberg, Usterling, Weihern, Weilnbach, Windschnur, Wolfsgasse und Zulling.

## Geschichte
Die ehemalige Gemeinde Höcking im Landkreis Landau an der Isar, ab dem 1. Juli 1972 im Landkreis Untere Isar, der am 1. Mai 1973 den Namen Landkreis Dingolfing-Landau erhielt, existierte vom 1. Januar 1971 bis 31. Dezember 1977. Im Zuge der Gebietsreform in Bayern wurden die Gemeinden Niederhöcking und Oberhöcking am 1. Januar 1971 zur neuen Gemeinde Höcking zusammengeschlossen. Sitz der neuen Gemeinde wurde das Pfarrdorf Niederhöcking, wenngleich Oberhöcking der bevölkerungsreichste Ort der Gemeinde war. Die Gemeinde hatte folgende 21 Gemeindeteile: Niederhöcking, Attenhausen, Bach, Christlöd, Entensee, Flexöd, Hölzhäuseln, Jungholzen, Kühbach, Oberhöcking, Rappensberg, Scheern, Thanhöcking, Tuntenberg, Usterling, Vollnbach, Weihern, Weilnbach, Windschnur, Wolfsgasse und Zulling. Am 1. Januar 1978 erfolgte die Eingemeindung von Höcking in die Stadt Landau an der Isar. Vollnbach mit damals zwei Einwohnern kam 1979 zur Gemeinde Mamming.